# Živko Lukić
Pour les articles homonymes, voir Lukić.
Živko Lukić (serbe : Живко Лукић), né le 5 juillet 1944 à l'époque dans le royaume de Yougoslavie et aujourd'hui en Serbie, est un joueur de football yougoslave, qui évoluait au poste de milieu de terrain. Il est mort en 2015.
Il est connu comme étant le premier joueur étranger de l'histoire du Paris Saint-Germain.

## Biographie
Il joue un match en Division 2 avec le Paris Saint-Germain.

## Palmarès
| Partizan Belgrade - Championnat de Yougoslavie (2) : - Vainqueur : 1961-62 et 1962-63. |  | Paris Saint-Germain - Championnat de France de D2 (1) : - Vainqueur : 1970-71. |